# Браян Тейшейра
Браян Тейшейра (порт. Bryan Teixeira, нар. 1 вересня 2000, Савіньї-ле-Тампль) — кабовердійський футболіст, захисник австрійського клубу «Штурм» (Грац).
Виступав, зокрема, за клуби «Клермон-2» та «Аустрія» (Лустенау), а також національну збірну Кабо-Верде.

## Клубна кар'єра
Народився 1 вересня 2000 року в місті Савіньї-ле-Тампль.
У дорослому футболі дебютував 2018 року виступами за команду «Клермон-2», в якій провів два сезони, взявши участь у 30 матчах чемпіонату.
Своєю грою за цю команду привернув увагу представників тренерського штабу головної команди «Клермон», до складу якої приєднався 2019 року. Відіграв за команду з міста Клермон-Ферран наступний сезон своєї ігрової кар'єри.
Протягом 2020—2021 років на правах оренди виступав за «Конкарно» та «Орлеан», а потім знову захищав кольори клубу «Клермон».
З 2021 року два сезони захищав кольори клубу «Аустрія» (Лустенау).
До складу клубу «Штурм» (Грац) приєднався 2023 року. Станом на 28 березня 2023 року відіграв за команду з Граца 6 матчів в національному чемпіонаті.

## Виступи за збірні
У 2019 році залучався до складу молодіжної збірної Кабо-Верде. На молодіжному рівні зіграв в одному офіційному матчі.
У 2022 році дебютував в офіційних матчах у складі національної збірної Кабо-Верде.
У складі збірної — учасник Кубка африканських націй 2023 року у Кот-д'Івуарі.
| Дата      | Місто          | Господарі  | Результат | Гості      | Турнір                                   | Голи | Примітки |
| --------- | -------------- | ---------- | --------- | ---------- | ---------------------------------------- | ---- | -------- |
| 11-6-2022 | Форт-Лодердейл | Еквадор    | 1 – 0     | Кабо-Верде | товариський матч                         | -    | 64'      |
| 23-9-2022 | Ріффа          | Бахрейн    | 1 – 2     | Кабо-Верде | товариський матч                         | -    | 60'      |
| 28-3-2023 | Мбомбела       | Есватіні   | 0 – 1     | Кабо-Верде | Відбір до Кубка африканських націй 2023  | -    | 67'      |
| 12-6-2023 | Рабат          | Марокко    | 0 – 0     | Кабо-Верде | товариський матч                         | -    | 57'      |
| 22-1-2024 | Абіджан        | Кабо-Верде | 2 – 2     | Єгипет     | Кубок африканських націй 2023 - 1-й етап | 1    | 74'      |
| Усього    |                | Матчів     | 5         |            | Голів                                    | 1    |          |